# Efulensia clematoides
Efulensia clematoides là một loài thực vật có hoa trong họ Lạc tiên. Loài này được C.H.Wright mô tả khoa học đầu tiên năm 1899.